# Garzau-Garzin
Garzau-Garzin est une commune allemande de l'arrondissement de Märkisch-Pays de l'Oder, Land de Brandebourg.

## Géographie
Garzau-Garzin se situe au centre du Märkische Schweiz, un paysage formé par la dernière période glaciaire, protégé par un parc naturel ; à l'ouest se trouve le Rotes Luch. Elle est traversée par le Lichtenower Mühlenfließ.
|          | Strausberg    | Buckow          |
|          | Garzau-Garzin | Waldsieversdorf |
| Rehfelde |               | Müncheberg      |

## Histoire
Comme le montre le grad de Garzin, la région a une forte population slave du VIIIe siècle au Xe siècle. Pendant la colonisation germanique de l'Europe orientale, l'Angerdorf de Garzau est mentionné pour la première fois en 1247 comme une ville possession de l'abbaye de Zinna frontière du plateau de Barnim. Le village-rue de Garzin est mentionné pour la première fois en 1309.
La commune est créée le 31 décembre 2001 à la suite de la fusion volontaire des communes autonomes de Garzau et Garzin.

## Monuments
- Le grad de Garzin
- La pyramide de Garzau
- Le bunker de Garzau

## Personnalités liées à la commune
- Heino von Pfuel (1550-1602), colonel au service de Jean II Georges de Brandebourg
- Friedrich Wilhelm Carl von Schmettau (1743-1806), lieutenant-général, topographe et cartographe prussien